# Tales from the Crypt (película)
Tales from the Crypt (conocida en español como Condenados de ultratumba y Cuentos de ultratumba) es una película de terror británica de 1972 dirigida por Freddie Francis y protagonizada por Joan Collins, Ian Hendry, Robin Phillips, Richard Greene y Nigel Patrick. Es una antología compuesta por cinco segmentos separados, basados en historias previamente publicadas en historietas de EC Comics, producida por Amicus Productions y rodada en Shepperton Studios.
La película narra la historia de cinco extraños que, mientras visitan una cripta, se encuentran con el misterioso Guardián de la Cripta, quien les muestra cinco visiones, donde cada uno es protagonista de una de ellas. Es una de varias antologías de terror de Amicus producidas durante la década de 1970.

## Argumento

### Introducción
Joanne (Joan Collins), Carl (Ian Hendry), James (Robin Phillips), Ralph (Richard Greene) y William (Nigel Patrick) son cinco extraños que van como parte de una excursión turística a visitar unas antiguas catacumbas. Tras separarse del grupo principal, los extraños se encuentran en una habitación con el misterioso Guardián de la Cripta (Ralph Richardson), quien les muestra uno por uno visiones fatídicas del incidente que motivará a sus muertes.

### ...And All Through the House
- Tomado de The Vault of Horror #35 (febrero-marzo de 1954).

Joanne Clayton asesina a su esposo Richard (Martin Boddey) en Nochebuena para cobrar la póliza del seguro. Mientras se prepara para esconder el cuerpo, escucha en la radio que un maníaco homicida (Oliver MacGreevy) ha huido del sanatorio vestido con un traje de Santa Claus. Casi de inmediato descubre que el asesino está rondando afuera de su casa, pero no puede llamar a la policía sin exponer su propio crimen.
Después de limpiar La escena del crimen, Joanne finalmente intenta llamar a la policía con la intención de hacerles creer que el maníaco mató a su esposo. Sin embargo, su pequeña hija Carol (Chloe Franks), creyendo que se trata de Santa, le permite entrar a la casa, después de lo cual ataca y estrangula a Joanne.

### Reflection of Death
- Tomado de Tales from the Crypt #23 (abril-mayo de 1951).

Carl Maitland (Ian Hendry) abandona a su familia para fugarse con su secretaria, Susan Blake (Angela Grant). Mientras huyen juntos por carretera, Carl aprovecha de dormir mientras Susan conduce, sin embargo, la mujer se distrae cuando despierta gritando debido a una pesadilla y terminan involucrados en un accidente automovilístico. 
A partir de este punto la historia comienza a ser vista en primera persona desde el punto de vista de Carl, quien despierta tirado junto a los restos incendiados del automóvil sin poder encontrar a Susan, por ello intenta hacer autostop para regresar a su casa, pero todos los que lo ven reaccionan con horror.
Al llegar a su casa, descubre a su esposa (Susan Denny) con otro hombre. Cuando llama a la puerta su mujer abre, pero al verlo grita aterrorizada y se encierra sin permitirle entrar. Luego va a ver a Susan, solo para descubrir que está ciega por el accidente; ella se sorprende cuando él se presenta ya que no sólo han pasado dos años desde que sucedió el accidente, sino también revela que él falleció en el lugar. Al mirar su reflejo en el vidrio de una mesa Carl descubre que es un muerto viviente.
Carl despierta gritando en el auto mientras Susan conduce y descubre que aún es la noche de su huida y todo fue una pesadilla. Pero, al igual que en su sueño, esto distrae a la mujer propiciando el mismo accidente que se vio anteriormente.

### Poetic Justice
- Tomado de The Haunt of Fear #12 (marzo-abril de 1952).

James Elliott (Robin Phillips) vive con su padre Edward (David Markham) frente a la casa del anciano viudo Arthur Edward Grimsdyke (Peter Cushing), que tiene varios perros y disfruta pasar tiempo con los niños del barrio en su casa enseñándoles juegos y regalándoles juguetes viejos que repara. 
Si bien los Elliott son esnobs que resienten la presencia de Grimsdyke en su vecindario, James lo detesta al punto de querer destruir su vida razonando que esto lo motivará a abandonar el lugar. Primero destruye el jardín de uno de los vecinos logrando que culpen a las mascotas del anciano y la perrera los confisque. Mientras, Grimsdyke realiza una sesión de espiritismo para contactar a su difunta esposa, recibiendo un vaticinio de peligro inminente. Posteriormente James convence a un miembro del ayuntamiento de que lo despidan y pierda su jubilación; tras esto, difunde rumores entre las familias del barrio señalándolo como un pervertido, por lo que los padres ya no permiten que los niños lo visiten. 
Finalmente, el día de San Valentín, en secreto de Edward, James envía a Grimsdyke una serie de tarjetas de San Valentín falsamente firmadas por sus vecinos llenas de insultos y mensajes de odio, lo que lleva al anciano al suicidio.
Exactamente un año después, Grimsdyke se levanta de la tumba durante la noche y aparece ante James en su despacho. A la mañana siguiente, Edward encuentra a su hijo muerto junto a una nota escrita con su propia sangre que decía: "Feliz día de San Valentín. Fuiste malvado y cruel desde el principio. Ahora realmente no tienes..." reemplazando la última palabra con el corazón de James.

### Wish You Were Here
- Tomado de The Haunt of Fear #22 (noviembre-diciembre de 1953). Una variación del cuento de WW Jacobs " The Monkey's Paw ".

Después de haber malversado y perdido el dinero de sus inversionistas Ralph Jason (Richard Greene) está en la ruina. Mientras revisa objetos de valor que puedan vender, él y Enid (Barbara Murray), su esposa, notan que una estatuilla china tiene una inscripción donde señala que concederá tres deseos a su dueño; esto hace que Ralph recuerde la historia de La pata de mono, pero Enid no conoce la historia y pide obtener una fortuna. Ese día Ralph muere en un accidente automovilístico de camino a la oficina de su abogado. 
El abogado, Charles Gregory (Roy Dotrice), visita a Enid y le dice que gracias al seguro de vida de su esposo ahora es multimillonaria. Cuando Enid le explica que la estatua posee poderes similares a la pata del mono y expresa su intención de resucitar a su marido, sin embargo, Charles le advierte sobre el efecto contraproducente de los deseos ya que en el relato, cuando la madre intenta que su hijo regresara a la vida, el muchacho revive con su cuerpo destrozado por el accidente que le quitó la vida, obligando a su padre a usar el último deseo para enviarlo de regreso a la tumba, por lo que un segundo deseo revivirá a Ralph descuartizado por el choque. 
En contra del consejo de su amigo, Enid pide que su esposo regrese a como estaba antes del accidente; por lo que en su casa es entregado el cadáver de Ralph desde la funeraria, explicando que realmente murió de un ataque al corazón instantes antes de chocar.
Aunque Charles pide a Enid que deje a Ralph descansar en paz, ella usa su último deseo para pedir que Ralph viva para siempre, lo que lo hace despertar gritando de dolor; Charles le explica a Enid que Ralph había sido embalsamado y ahora sufre por los fluidos en su cuerpo. Enid intenta matar a Ralph para acabar con su dolor pero, como deseó que viviera para siempre, no puede morir, estando atrapado en una agonía eterna.

### Blind Alleys
- Tomado de Tales from the Crypt #46 (febrero-marzo de 1955).

El mayor William Rogers (Nigel Patrick) se convierte en el nuevo director de un hogar para invidentes, explotando su posición para vivir en el lujo junto a Shane, su perro pastor alemán; para ello implementa drásticos recortes financieros en la alimentación y calefacción, ignorando las protestas de George Carter (Patrick Magee) un residente que exige un trato más humano para él y sus compañeros.
Cuando los abusos de Rogers cobran la vida de uno de los amigos de George, este y el resto de los residentes decide tomar la justicia en sus manos, encerrando a Rogers y Shane en habitaciones separadas en el sótano y luego sometiendo al resto del personal. Tras esto construyen un pequeño laberinto de estrechos pasillos entre las dos habitaciones. 
Después de dos días sin comida ni abrigo Rogers es liberado y obligado a encontrar su camino a través del laberinto, pasando por un corredor lleno de hojas de afeitar. Llegando al otro extremo, descubre que su último obstáculo es Shane, que ha enloquecido por el hambre y las privaciones; Rogers intenta protegerse regresando a su celda, pero George apaga la luz y mientras intenta cruzar a ciegas queda atrapado en el corredor de las hojas de afeitar donde su perro finalmente lo alcanza.

### Desenlace
Al acabar la última historia, los visitantes descubren que ninguno recuerda cómo llegaron al lugar o porque participan en la excursión; aun así, se muestran escépticos respecto a las revelaciones que les ha dado el Guardián de la cripta.
Molesto, Ralph exige marcharse y atraviesa una puerta que lo hace caer en el infierno. El Guardián de la cripta revela que las historias que vieron no eran advertencias de cómo morirían, sino la explicación de cómo habían fallecido, ya que ese lugar es dónde van a parar los que murieron sin arrepentirse de sus actos en vida. 
Resignados; Joanne, Carl, James y William atraviesan la puerta hacia el infierno, después que se van el guardián de la cripta se pregunta "Y ahora, ¿quien sigue?", posteriormente rompe la cuarta pared mientras pregunta "Quizás... ¿usted?".

## Reparto
| Historia transversal - Ralph Richardson como El Guardián de la Cripta - Geoffrey Bayldon como el Guía turístico ...And all Through the House - Joan Collins como Joanne Clayton - Martin Boddey como Richard Clayton - Chloe Franks como Carol Clayton - Oliver MacGreevy como el Maníaco - Robert Rietti como el Locutor de radio (sin acreditar) Reflection of Death - Ian Hendry como Carl Maitland - Susan Denny como Sra. Maitland - Angela Grant como Susan Blake - Peter Fraser como El Automovilista - Frank Forsyth como El Vagabundo | Poetic Justice - Robin Phillips como James Elliot - David Markham como Edward Elliot - Peter Cushing como Arthur Edward Grimsdyke - Robert Hutton como el Sr. Baker - Manning Wilson como el Vicario - Clifford Earl como el Sargento de policía - Edward Evans como el Agente Ramsey - Irene Gawne como la Sra. Phelps - Stafford Medhurst como el hijo de la Sra. Phelps | Wish You Were Here - Richard Greene como Ralph Jason - Bárbara Murray como Enid Jason - Roy Dotrice como Charles Gregory - Jane Sofiano como la Secretaria - Peter Thomas como el portador del féretro - Hedger Wallace el Detective Blind Alleys - Nigel Patrick como el Mayor William Rogers - Patrick Magee como George Carter - George Herbert como Greenwood - Harry Locke como Harry el cocinero - Tony Wall como el asistente - John Barrard como el Hombre ciego (sin acreditar) |

## Producción
Milton Subotsky de Amicus Productions había sido durante mucho tiempo fanático de Tales from the Crypt de EC Comics y finalmente convenció a su socio Max Rosenberg para que comprara los derechos. El propietario de los derechos de autor, William Gaines, insistió en la aprobación del guion. El presupuesto de £ 170,000 fue más alto de lo habitual para una producción de Amicus y fue financiado en parte por American International Pictures. A Peter Cushing se le ofreció originalmente el papel interpretado por Richard Greene, pero quería probar algo diferente y en su lugar interpretó al anciano Grimsdyke. 
El rodaje comenzó el 13 de septiembre de 1971 y terminó en 1972.

## Recepción crítica
En octubre de 2020, Rotten Tomatoes informó que el 90% de los 21 críticos encuestados dieron a la película una reseña positiva, con una puntuación promedio de 7,07/10.
Allmovies dijo: "Tiene un cierto magnetismo que es difícil de resistir y que explica su perdurable popularidad. Hay algo en Crypt que hace que incluso los espectadores hastiados se sientan como niños sentados en sus habitaciones a altas horas de la noche con las luces apagadas contando cuentos espeluznantes con la ayuda de una linterna".
Vincent Canby de The New York Times escribió que la película carece de estilo y es demasiado dura en su moralidad.
Eric Henderson de Slant Magazine lo calificó con 2,5 / 5 estrellas y escribió que "el trasfondo de la severidad se ve atenuado por una lista verdaderamente sin fondo de exceso cursi".
Chris Alexander de Fangoria escribió: "Desde sus primeros fotogramas hasta su toma final invasiva, esta enredadera británica clásica ofrece un estudio implacable en el arte de lo macabro".
Anthony Arrigo de Dread Central escribió: "La mayor fortaleza de Tales no proviene de la actuación o la dirección, las cuales son perfectamente sólidas, sino de las ricas historias extraídas de los cómics".
Roger Ebert del Chicago Sun-Time le dio a la película 3 de 4 estrellas y dijo: "Es algo así como los libros de historietas, con el viejo Crypt Keeper actuando como presentador y narrador. En la versión cinematográfica, Ralph Richardson lo interpreta con un jamón adecuado".

## Medios domésticos
La película fue lanzada en VHS en Norteamérica por Prism Entertainment Corp en 1985, luego por Starmaker Home Video en 1989 y finalmente por 20th Century Fox Home Entertainment bajo su sello Selections en 1998. No recibió un lanzamiento en VHS en su Inglaterra natal ya que se declaró un video desagradable y se le prohibió recibir un lanzamiento de video como resultado.
Tales from the Crypt se lanzó en DVD en el Reino Unido el 28 de junio de 2010. Recibió su primer lanzamiento en Blu-ray de la distribución de Shock Records en Australia el 2 de noviembre de 2011.
La película, junto con otra antología de Amicus, The Vault of Horror, fue lanzada en un DVD de doble función el 11 de septiembre de 2007. Shout! Factory lanzó la misma función doble en Blu-ray el 2 de diciembre de 2014.

## Puntos de interés
Solo dos de las historias son del cómic Tales from the Crypt de EC. La razón de esto, según el editor fundador de Creepy, Russ Jones, es que el productor Milton Subotsky no poseía una tirada del cómic original de EC, sino que adaptó la película de las dos reimpresiones en rústica que Jones le dio. La historia "Wish You Were Here" se reimprimió en la colección de bolsillo The Vault of Horror (Ballantine, 1965). Las otras cuatro historias de la película estaban entre las ocho historias reimpresas en Tales from the Crypt (Ballantine, 1964).
El guardián de la cripta encapuchado de Richardson, más sombrío que el original de EC (como lo ilustran Al Feldstein y Jack Davis), tiene la apariencia de un monje y se asemeja a GhouLunatics de EC. En los cómics de terror de EC, los otros anfitriones de terror (la Vieja Bruja y el Guardián de la Bóveda) usaban capuchas, mientras que el Guardián de la Cripta no.
El guion fue adaptado a una novela relacionada por Jack Oleck, Tales from the Crypt (Bantam, 1972). Oleck, quien escribió la novela Messalina (1950), también escribió el guion de los títulos de Picto-Fiction de EC, Crime Illustrated, Shock Illustrated y Terror Illustrated . Oleck también escribió una novela relacionada para la posterior película de antología de Amicus The Vault Of Horror, estrenada en 1973.

## Conexiones con la serie de televisión
- "... And All Through the House" fue adaptado posteriormente en la serie de televisión estadounidense como el segundo episodio de la primera temporada y emitido el 10 de junio de 1989.[14]
- "Blind Alleys" fue libremente adaptado bajo el nombre "Revenge is the Nuts" como el quinto episodio de la sexta temporada, emitido el 16 de noviembre de 1994. En esta versión una atractiva mujer invidente llega a vivir a una casa para ciegos donde el sádico director desahoga sus traumas infantiles maltratando a los residentes y a su hermano menor. Al final, ella y las otras víctimas se vengan del director de la misma forma que en la historia original.[15]
- El argumento de "Wish You Were Here" fue parcialmente adaptado y combinado con la historia La pata de mono para crear "Last Respects", el segundo episodio de la séptima temporada que, al igual que la película, fue dirigido por Freddie Francis. En esta versión tres hermanas obtienen la pata de mono teniendo derecho cada una a un deseo. Cuando la primera pide 1 millón de libras muere en accidente y su póliza otorga el dinero y cuando la tercera hermana pide que regrese a como era antes del accidente, descubre que fue asesinada por la segunda hermana antes del choque; como venganza, pide transferir el último deseo a su hermana, pero como no especificó a qué hermana darlo, se transfiere a la hermana muerta, que regresa de entre los muertos para matar a la segunda hermana.[16]